# Jurowlany
Jurowlany [jurɔˈvlanɨ] est un village polonais de la gmina de Krynki dans le powiat de Sokółka et dans la voïvodie de Podlachie. Il se situe à environ 6 kilomètres au nord de Krynki, à 20 kilomètres au sud-est de Sokółka et à 46 kilomètres au nord-est de Białystok. 
Le village compte approximativement 30 habitants.